# Tammaro
El Tammaro  o Tamaro és un riu d'Itàlia, a la Campània, afluent per la dreta del Calore Irpino. Rep per la dreta, a la província de Campobasso, els torrents Magnaluno, Saraceno i Tappóne. Desemboca a la mar Tirrena, després d'un recorregut de 68 km.
El seu nom antic era Tamarus. Era un riu del Sàmnium que desembocava al Calore a uns 10 km al nord de Beneventum. L'Itinerari d'Antoní l'esmenta, i de fet és la única menció que es coneix. Situa una mansio (una parada) «super Tamarum fluvium» a la via que anava de Boviànum a Equus Tuticus.
Una muntanya a Suïssa (al Ticino) també porta el nom de Tamaro.